# Foca-monge-do-caribe
A foca-monge-do-caribe (português brasileiro) ou foca-monge-das-caraíbas (português europeu) (Monachus tropicalis) foi uma espécie de mamífero pinípede extinta no século XX. Habitava o Mar das Caraíbas (pt-br: Mar do Caribe), desde as águas tropicais da Flórida às zonas costeiras do Texas, Grandes e Pequenas Antilhas e Península de Iucatã. Relatos de registos visuais por mergulhadores ainda ocorrem esporadicamente, mas várias tentativas sistemáticas de reencontrar este animal foram infrutíferas.
A foca-monge-das-caraíbas media entre 2,20 e 2,40 metros de comprimento e pesava em torno de 130 kg. A sua pelagem era castanha no dorso, esbatendo-se para branco amarelado na barriga; as crias nasciam totalmente negras. As fêmeas tinham 4 glândulas mamárias, em vez de duas como as restantes focas. Os hábitos de reprodução da foca-monge são desconhecidos e sabe-se apenas que davam à luz uma única cria em torno do mês de Dezembro.
Estes animais alimentavam-se de peixe, cefalópodes e crustáceos e eram activos sobretudo de manhã cedo e ao crepúsculo. Os seus únicos predadores eram os tubarões caribenhos e, mais tarde, o Homem. A foca-monge era muito lenta e desajeitada em terra e, por isso, supõe-se que não tivesse predadores fora de água.
O primeiro contacto de europeus com a foca-monge-das-caraíbas foi através de Cristóvão Colombo em 1493, que descreveu os animais como "lobos-do-mar" e anotou o interesse económico da espécie. Com a chegada dos colonos, a foca-monge começou a ser caçada pela pele, pela sua gordura e também como alimento. Mais tarde gerou-se a ideia que esta foca era uma ameaça à conservação dos bancos de peixe e iniciou-se uma campanha semi-organizada para erradicar a competição. Os pescadores foram bem sucedidos e a foca-monge tornou-se rara. O último registo visual de um animal desta espécie foi em 1932, ao largo da costa do Texas.